# Anopheles brucei
Anopheles brucei är en tvåvingeart som beskrevs av Michael William Service 1960. Anopheles brucei ingår i släktet Anopheles och familjen stickmyggor.
Artens utbredningsområde är Nigeria. Inga underarter finns listade i Catalogue of Life.